# Smith & Wesson 1006
Smith & Wesson 1006 je pistole vyráběná firmou Smith & Wesson.

## Historie
V průběhu 80. let představil Smith & Wesson svoji třetí generaci samonabíjecích pistolí v různých rážích, počínaje 9 mm Parabellum a .45 ACP konče. Model Smith & Wesson 1006 používal náboj ráže 10 mm Auto. Systém označovaní pistolí čtyřciferným číslem firma zavedla spolu se třetí generací svých pistolí; první dvě číslice označují ráži.

## Služba
Potenciální výkon náboje 10 mm Auto vzbudil pozornost úřadu FBI, což v roce 1990 podnítilo firmu Smith & Wesson k zahájení výroby příslušné zbraně, modelu 1006.

## Konstrukce
Použitý náboj byl skutečně výkonný. Tělo zbraně je vyhotoveno z niklu. Díky kvalitním mířidlům Novak a neoprenoveným střenkám dokážou vycvičení střelci při střelbě dosáhnout velmi dobrých výsledků. Zásobník je řadový na 9 nábojů ráže 10 mm Auto. Systém je uzamčený používá krátký zákluz s poklesem hlavně.